# 亜硫酸水素ナトリウム
亜硫酸水素ナトリウム（ありゅうさんすいそナトリウム、sodium hydrogen sulfite または sodium bisulfite）とは、化学式が NaHSO3 と表される無機化合物である。亜硫酸水素イオンとナトリウムイオンからなる塩で、別名を重亜硫酸ナトリウム、あるいは酸性亜硫酸ナトリウムとも呼ぶ。食品添加物（保存料として）、化学における還元剤などとして用いられる。
NaHSO3は固体としては室温で不安定であり水溶液として存在し、亜硫酸水素塩は固体としては亜硫酸水素ルビジウムRbHSO3、亜硫酸水素セシウムCsHSO3、およびテトラアルキルアンモニウム塩NR4HSO3のみ室温で安定であり、試薬として市販され用いられている結晶粉末はNaHSO3ではなく、二亜硫酸ナトリウムNa2S2O5を主成分とするものである。

## 性質
約150°Cで分解を起こす白色の粉末。二酸化硫黄の臭いを示す。水への溶解度は515g/L (20°C)で、54g/L水溶液 (20°C) の pHは3.5から5.0。

## 合成
炭酸ナトリウムの水溶液に二酸化硫黄を通じて得られる。

## 化学的利用
有機化学において、亜硫酸水素ナトリウムを用いたいくつかの反応が知られている。アルデヒドや環状ケトンに作用して付加体にあたる α-ヒドロキシスルホン酸を作る。
この反応はアルデヒドなどの精製法、除去法として利用される。まず不純物と混ざったアルデヒドの溶液に亜硫酸水素ナトリウムを作用させて付加体の形で沈殿させ、濾過して単離する。その後、炭酸水素ナトリウムや水酸化ナトリウムなどの塩基で処理すると、逆反応により亜硫酸水素イオンが遊離して二酸化硫黄が発生し、同時に純粋なアルデヒドが得られる。テトラロン、シトラール、ピルビン酸エチル、グリオキサール、2-メチル-3-フェニルプロパナールの精製に用いた例が知られている。
シクロヘキサノンにジアゾメタンを作用させる環拡大反応では亜硫酸水素ナトリウムが、主生成物のシクロヘプタノンから副生成物のシクロオクタノンを分離するため利用されている。

また、スルホ基が脱離基としてはたらくことを利用して、付加体にシアン化物イオンを反応させ α-シアノヒドリンへと変換する反応も知られる。
他の用途としては、亜硫酸ナトリウムと同様に、穏和な還元剤としての使用が挙げられる。酸化反応の後処理時に、余剰の酸化剤、塩素、臭素、ヨウ素 (Cl2, Br2, I2)、次亜塩素酸イオン (ClO−)、四酸化オスミウム (OsO4)、三酸化クロム (CrO3)、過マンガン酸カリウム (KMnO4) などに加えて不活性化することができる。
共役化合物や酸化剤により系が強く着色しているとき、亜硫酸水素ナトリウムを加えて脱色する場合がある。

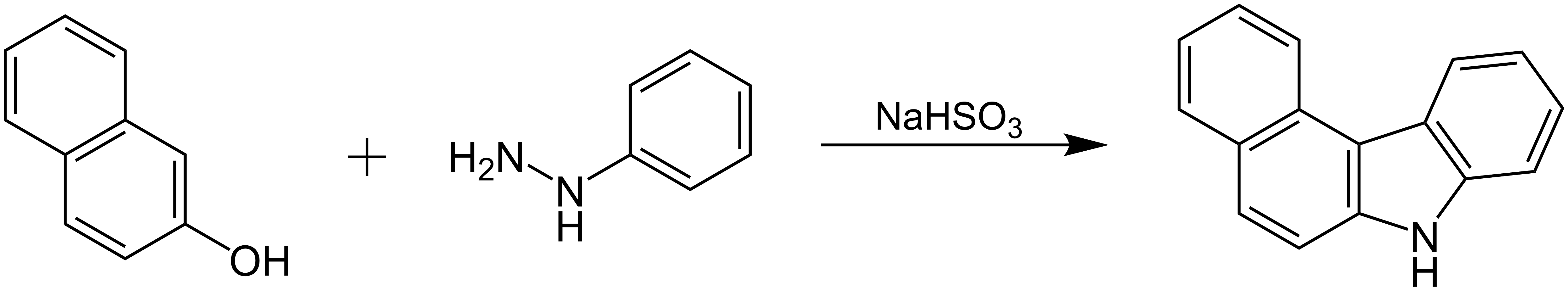
ブヒャラーカルバゾール合成

亜硫酸水素ナトリウムは、2-ナフトールを 2-ナフチルアミンに変換するブヒャラー反応 (Bucherer reaction)、2-ナフトールとフェニルヒドラジンからベンゾカルバゾールを得るブヒャラーカルバゾール合成 (Bucherer carbazole reaction) に不可欠な試薬である。

## 食品添加物としての利用
バングラデシュでは、もち米の白さを強調させるために亜硫酸水素ナトリウムで処理する品質偽装が行われている。

## DNA分析
亜硫酸水素ナトリウムは、DNA上のシトシン塩基がメチル化を受けていることを検出するために用いられる。
シトシンは、亜硫酸水素ナトリウムの作用で脱アミノ化を受けてウラシルに変わるが、5位がメチル化されている 5-メチルシトシンはこの反応を受けない。DNA を亜硫酸水素ナトリウムで処理後に PCR法 で増幅することで、ウラシルはチミンに、5-メチルシトシンはシトシンへ変わった DNA が得られるため、その後に塩基配列を決定して亜硫酸水素ナトリウム処理前の配列と比較することで、5-メチルシトシンの位置を特定できる。